# Tuffi ai XXI Giochi del Commonwealth - Trampolino 3 metri femminile
Il concorso dei tuffi dal trampolino 3 metri femminile dei Giochi del Commonwealth di Gold Coast si è svolto il 14 aprile 2018.

## Risultati
In verde sono indicati i finalisti
| Class | Atleta              | Preliminare | Preliminare | Finale          | Finale          |
| Class | Atleta              | Punti       | Class       | Punti           | Class           |
| ----- | ------------------- | ----------- | ----------- | --------------- | --------------- |
|       | Jennifer Abel       | 315.80      | 3           | 366.95          | 1               |
|       | Maddison Keeney     | 302.50      | 6           | 366.55          | 2               |
|       | Anabelle Smith      | 272.85      | 8           | 336.90          | 3               |
| 4     | Pamela Ware         | 318.45      | 2           | 330.60          | 4               |
| 5     | Esther Qin          | 332.10      | 1           | 294.60          | 5               |
| 6     | Julia Vincent       | 229.50      | 11          | 291.45          | 6               |
| 7     | Katherine Torrance  | 305.85      | 4           | 286.05          | 7               |
| 8     | Alicia Blagg        | 287.35      | 7           | 282.40          | 8               |
| 9     | Grace Reid          | 305.15      | 5           | 282.00          | 9               |
| 10    | Kimberly Bong       | 223.75      | 12          | 270.10          | 10              |
| 11    | Nur Dhabitah Sabri  | 243.30      | 9           | 264.90          | 11              |
| 12    | Elizabeth Cui       | 241.20      | 10          | 247.10          | 12              |
| 13    | Nicole Gillis       | 221.15      | 13          | Did not advance | Did not advance |
| 14    | Micaela Bouter      | 213.70      | 14          | Did not advance | Did not advance |
| 15    | Jasmine Lai Pui Yee | 202.80      | 15          | Did not advance | Did not advance |